# Afrida flavifera
Afrida flavifera är en fjärilsart som beskrevs av Paul Dognin 1914. Afrida flavifera ingår i släktet Afrida och familjen trågspinnare. Inga underarter finns listade i Catalogue of Life.